# Julia Heinze
Julia Heinze (* 1978 in München) ist eine deutsche Schauspielerin.

## Leben und Karriere
Julia Heinze erhielt ihre Ausbildung zwischen 2000 und 2003 an der Neuen Münchner Schauspielschule von Ali Wunsch-König. Als Theaterschauspielerin wirkte sie 2005 am Pathos Transport Theater München und von 2007 bis 2009 am Lustspielhaus München. Nach ihrem Debüt 2004 als Filmschauspielerin in einer Episodenfolge von Forsthaus Falkenau machte sie in der tragenden Rolle der jungen Apollonia in dem 2005 im Bayerischen Rundfunk ausgestrahlten Zweiteiler Apollonia auf sich aufmerksam. Sie war bislang fast ausschließlich für Fernsehproduktionen tätig.
Julia Heinze spricht außer ihrer Muttersprache Deutsch und ihrem Heimatdialekt Bairisch fließend Englisch und gut Französisch. Neben einer Gesangsausbildung in der Stimmlage Alt verfügt sie über eine Tanzausbildung in Ballett, Stepptanz, Jazztanz und Standardtänzen. Ihren Lebensmittelpunkt hat sie in ihrer Heimatstadt München.

## Filmografie (Auswahl)
- 2004: Tatort: Vorstadtballade (Krimireihe)
- 2004: Forsthaus Falkenau – Schlechter Scherz (Fernsehserie)
- 2005: Apollonia (Fernsehfilm, Zweiteiler)
- 2005: Die Brücke (Kurzfilm)
- 2006: Shoppen
- 2006: SOKO Wismar – Blind Date (Krimiserie)
- 2007–2016: Die Rosenheim-Cops (Fernsehserie, 7 Folgen, verschiedene Rollen)
- 2008: Patchwork (Fernsehfilm)
- 2008–2013: SOKO 5113 (Krimireihe, 3 Folgen, verschiedene Rollen)
- 2009: Der Bergdoktor – Nur ein Haus (Fernsehserie)
- 2009: Alle meine Lieben (Fernsehfilm)
- 2009: Dr. Hope – Eine Frau gibt nicht auf (Fernsehfilm)
- 2010: Zu viele Musen (Kurzfilm)
- 2010: Um Himmels Willen – Weihnachten unter Palmen (Fernsehfilm)
- 2010: Um Himmels Willen – Mission unmöglich (Fernsehfilm)
- 2010–2012: Um Himmels Willen (Fernsehserie, 35 Folgen)
- 2011: Die Rosenheim-Cops - Staffel 10, Fol. 24 - Tod nach Schankschluss
- 2011: Die Rosenheim-Cops - Staffel 10, Fol. 25 - Hochzeit mit Hindernissen
- 2011: Mord in bester Gesellschaft – Das Ende vom Lied (Folge 8)
- 2012: Heiter bis tödlich – München 7 – Deeskalation (Fernsehserie)
- 2013: Hubert und Staller - Folge 44 - Die Schöne und das Biest (Fernsehserie)
- 2014: Wir sind die Neuen (Fernsehfilm)
- 2014: Monaco 110 – Einstand (Fernsehserie)
- 2015: Heldt – Ein König, zwei Damen (Krimireihe)
- 2018: Der Polizist und das Mädchen (Fernsehfilm)
- 2019: Tatort: Ein Tag wie jeder andere (Krimireihe)
- 2019: Landkrimi – Das letzte Problem (Fernsehfilmreihe)
- 2019: Schwiegereltern im Busch (Fernsehfilm)
- 2025: Frühling: Das Versteck (Fernsehfilmreihe)
- 2025: Watzmann ermittelt (Fernsehserie, Folge Blinde Wut)

## Nominierungen
- 2007: Undine Award Nominierung in der Kategorie Beste jugendliche Nebendarstellerin für ihre Rolle im Kinofilm Shoppen